# Ramonchamp
Ramonchamp è un comune francese di 2 127 abitanti situato nel dipartimento dei Vosgi nella regione del Grand Est.

## Storia

### Simboli
Lo stemma del comune di 
Ramonchamp si blasona:
Il giallo e il rosso della parte destra dello scudo sono i colori della Lorena. La pigna simbolizza la foresta, la navetta da telaio l'industria tessile e la stella l'importanza di Ramonchamp all'interno della valle. Il gambero di fiume ricorda che questo piccolo crostaceo era particolarmente abbondante nelle acque della Mosella.

## Società

### Evoluzione demografica
Abitanti censiti